# Dolichowithius extensus
Dolichowithius extensus är en spindeldjursart som beskrevs av Beier 1932. Dolichowithius extensus ingår i släktet Dolichowithius och familjen Withiidae. Inga underarter finns listade i Catalogue of Life.